# مكتبة الروضة الحيدرية
مكتبة الروضة الحيدرية، هي مكتبة في العراق في مدينة النجف، وتقع ضمن صحن علي بن أبي طالب.تاريخ هذه المكتبة يمتد إلى مئات السنين[متى؟]، وقد أعيد افتتاحها عام 2005 بعد سقوط نظام البعث في العراق. تحوي المكتبة آلاف الكتب في مختلف العلوم، وصل تعداد كتبها أكثر من مائة ألف كتاب. أما المخطوطات، ففيها مخطوطات نادرة وقديمة. كذلك يوجد ضمن المخطوطات نسخ نادرة وقديمة للمصحف الشريف.

## أسماؤها
هناك أسماء تسمى بها وهي:
- مكتبة الروضة الحيدرية.
- مكتبة الروضة الحيدرية المقدسة.
- الخزانة الغروية.
- الخزانة العلوية.
- خزانة الصحن.
- خزانة أميرالمؤمنين.
- مكتبة الصحن العلوي.
- المخزن العلوي.
- المكتبة العلوية.
- المكتبة الحيدرية.
- مكتبة الروضة الحيدرية.

وأقدم هذه الأسماء وأكثرها شيوعاً وتداولاً هو الخزانة الغروية.

## المساهمون والدعم
هناك عدد من المتطوعين يقومون بالمساهمة وهم:
- الشيخ أحمد الوائلي.[4]
- عز الدين بحر العلوم.[5][6]
- علاء الدين بحر العلوم.[7][8]
- محمد حسن الرضوي.[9][10]
- محمـدتقي المرعشي.[11]
- كمال الدين الحكيم.[12]
- علي الشيرازي.[13]
- راضي الحسيني.[14]
- عبد الكريم القزويني.[15]
- مـهدي الـعطار.[16]
- حمد بن الخطيب الشيخ محمد علي قسام.[17]
- كمال رضا علوان.[18]
- محمدعلي الحاج جاسم الاعسم.[19]
- ناجي عبد الرضا آل شنون الخالدي.[20]
- السيد عدنان السيد تقي الواعظ.[21]
- السيد محمدعلي عيسى كمال.[22]
- حسن الدجيلي.[23]
- محمد زكي احمد.[24]
- عبد الصاحب فرهان زيدان السلامي.[25]
- مرتضى الموسوي الخلخالي.[26]
- حسن بحر العلوم.[27]
- عبد الواحد المظفر.
- كريم الخاقاني.
- عبد الحسين الرفيعي.
- كاظم عبود الفتلاوي.
- موسى بناي الخفاجي.
- معن الخفاجي.
- معين جدي.
- عبد الصاحب حسين الموسوي.
- محمد عبد المطلب البكاء.
- باقر الدجيلي.
- هديب حمود.
- صالح مهدي الهاشم.
- علي لفتة سعيد حمزة مال الله الاسدي.
- السيد عبد الحسن بن السيد باقر آل فياض.
- السيد علي فاضل موسى الموسوي.

## الكتب
هناك الكثير من الكتب منها:
- الكشاف المنتقى لفضائل علي المرتضى، تأليف البحاثة كاظم عبود الفتلاوي.[29]
- المحسن السبط مولود ام سقط : سرد تأريخي لأهم ماجرى بعد رسول الله، تأليف محمدمهدي السيد حسن الموسوي الخرسان.[30]
- مكتبة الروضة الحيدرية: جهود وجهاد، تأليف السيد هاشم الميلاني.[31]
- مشاهير المدفونين في الصحن العلوي الشريف، تأليف البحاثة كاظم عبود الفتلاوي.[32]
- موسوعة ابن إدريس الحلي، تأليف الشيخ أبي عبد الله محمد ابن أحمد ابن إدريس الحلي المتوفي سنة 598 هـ، ويتكون من 14 مجلداً.[33][34][35][36]

## وصلات خارجية
- الموقع الرسمي للمكتبة الرضوية الحيدرية.
- الموقع الرسمي للعتبة العلوية المقدسة.
- الموقع الرسمي للشيعة نسخة محفوظة 10 أبريل 2023 على موقع واي باك مشين..